# Mutoskop

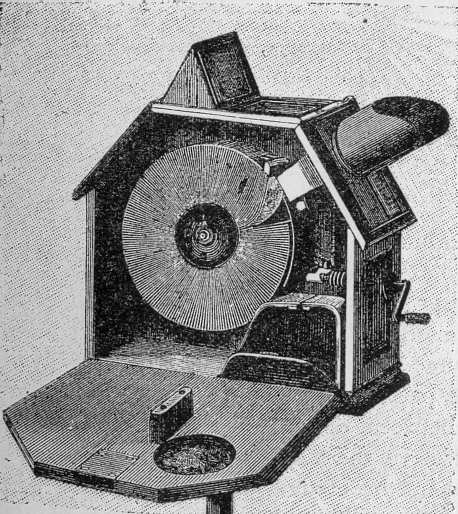
Geöffnetes Mutoscope

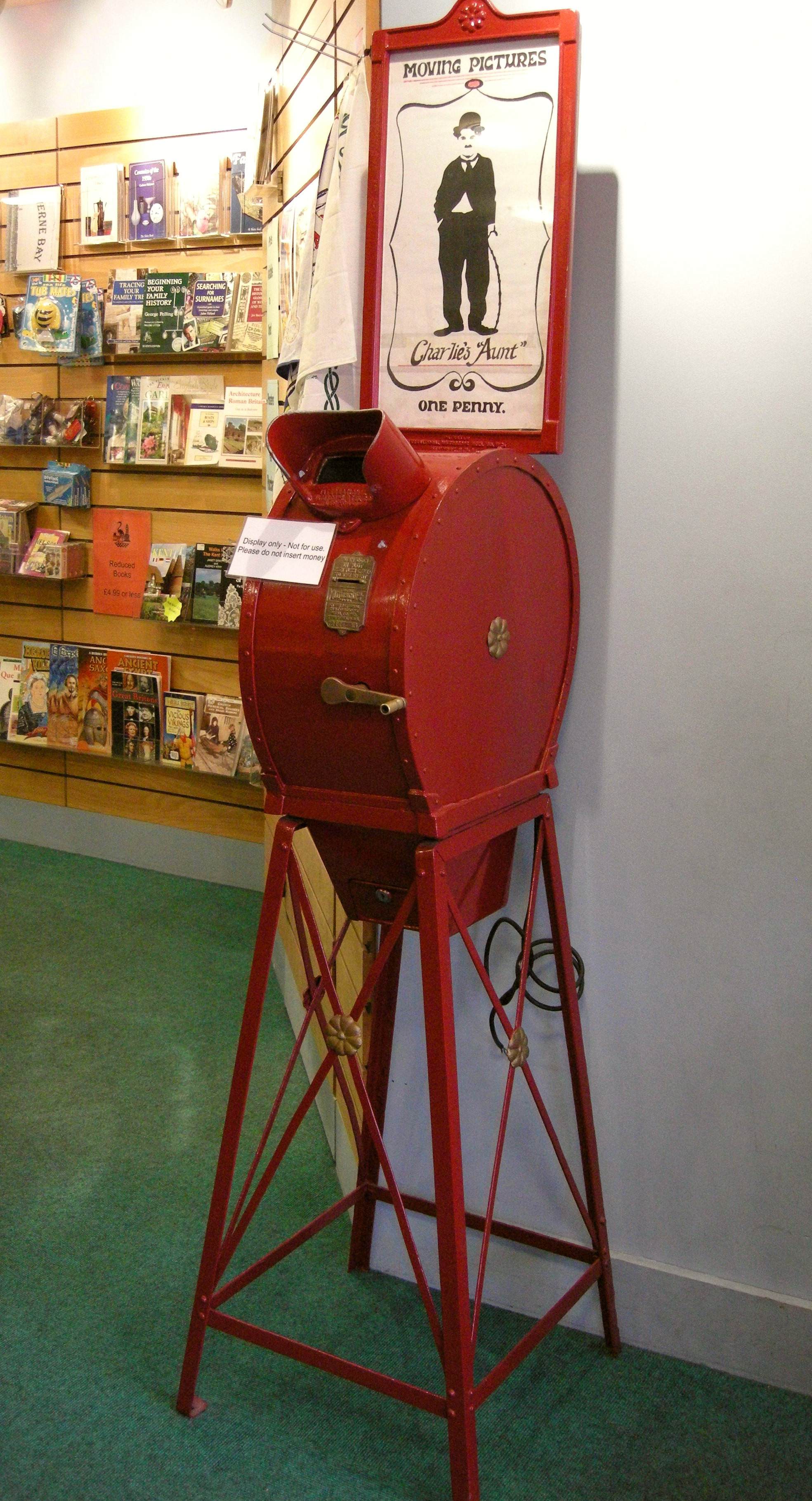
Mutoscope nach 1920

Das Mutoskop war ein Apparat zur Vorführung bewegter Bilder nach dem Prinzip des Stroboskops.
Beim Mutoskop sind eine größere Anzahl photographischer Serienbilder auf steifen Kartonblättern radial auf einer Welle befestigt. Bei der Drehung der Welle werden die Blätter von einem Anschlag des Gehäuses nacheinander kurz angehalten und zeigen sich damit für den Bruchteil einer Sekunde dem Zuschauer durch die Schauöffnung.
Der Gesamteindruck dieser rasch aufeinander folgenden und für kurze Zeit stillstehenden Bilder ist – wie auch beim Kinetoskop – der eines einzigen bewegten Films.

## Geschichte
Ein erstes Patent für einen Stereoanimationsblätterer wurde 1861 Coleman Sellers erteilt. 1894 wurde von Herman Casler ein Mutoskoppatent beantragt. Es war das erste einer Reihe zur Produktion verschiedenartiger Mutoskope der American Mutoscope Company, die damit weltweit expandierte. Es gab Mutoskope für den Hausgebrauch oder zur Nutzung durch Handelsvertreter. Weiter verbreitet waren allerdings die Standgeräte, die an öffentlichen Orten zum Betrachten einer kurzen Animation einluden. In Frankreich produzierte Léon Gaumont als Lizenznehmer eine große Anzahl dieser Geräte für den europäischen Markt. 1909 wurde die Mutoskopproduktion durch die American Mutoscope Co. eingestellt und erst in den 1920er-Jahren von William Rabkin wieder aufgenommen.

## Zeittafel
- ab 1600: Daumenkino – Abblätterbuch mit Einzelbildern
- ab 1671: Laterna magica – Zauberlaterne: frühes Gerät zur Bildprojektion
- ab 1825: Thaumatrop – Wunderscheibe mit zwei Fäden
- ab 1830: Phenakistiskop – Phantaskop, Wunderrad oder Lebensrad
- ab 1832: Stroboskop – Zauberscheiben: Blitzgerät
- ab 1834: Zoetrop – Wundertrommel mit Schlitzen
- ab 1861: Mutoskop – Stereoanimationsblätterer per Stroboskop
- ab 1877: Praxinoskop – Elektrischer Schnellseher mittels Spiegelanordnung
- ab 1879: Zoopraxiskop – Projektionsgerät für chronofotografisch erzeugte Reihenbilder
- ab 1880: Kaiserpanorama – populäres Massenmedium mit stereoskopischen Bilderserien
- ab 1886: Elektrotachyscop – Projektionsgerät für Reihenbilder
- ab 1891: Kinetoskop – erster Filmbetrachter